# Acenaftylen
Acenaftylen je polyaromatický uhlovodík. Je to žlutá pevná látka, na rozdíl od mnoha jiných polyaromátů u něj nedochází k fluorescenci.

## Výskyt a výroba
Acenaftylen tvoří asi 2 % uhelného dehtu. Průmyslově se vyrábí dehydrogenací acenaftenu.

## Reakce
Hydrogenací acenaftylenu vzniká acenaften.